# WTA Wichita
Das WTA Wichita (offiziell: Breyers Tennis Classic) war ein Damen-Tennisturnier der WTA Tour, das als Nachfolger des WTA-Turniers von Kansas City in der Stadt Wichita ausgetragen wurde.
| Jahr | Offizieller Turniername | Preisgeld |
| ---- | ----------------------- | --------- |
| 1986 | VS of Kansas            | 75.000 $  |
| 1987 | VS of Kansas            | 75.000 $  |
| 1988 | VS of Kansas            | 100.000 $ |
| 1989 | VS of Kansas            | 100.000 $ |
| 1990 | Breyers Tennis Classic  | 150.000 $ |

## Siegerliste

### Einzel
| Jahr | Siegerin           | Finalgegnerin       | Ergebnis      |
| ---- | ------------------ | ------------------- | ------------- |
| 1986 | Wendy White        | Betsy Nagelsen      | 6:1, 6:7, 6:2 |
| 1987 | Barbara Potter     | Laryssa Sawtschenko | 7:6, 7:6      |
| 1988 | Manuela Maleeva    | Sylvia Hanika       | 7:6, 7:5      |
| 1989 | Amy Frazier        | Barbara Potter      | 4:6, 6:4, 6:0 |
| 1990 | Dinky Van Rensburg | Nathalie Tauziat    | 2:6, 7:5, 6:2 |

### Doppel
| Jahr | Siegerinnen                              | Finalgegnerinnen             | Ergebnis      |
| ---- | ---------------------------------------- | ---------------------------- | ------------- |
| 1986 | Kathy Jordan Candy Reynolds              | Joanne Russell Anne Smith    | 6:3, 6:7, 6:3 |
| 1987 | Swetlana Parchomenko Laryssa Sawtschenko | Barbara Potter Wendy White   | 6:2, 6:4      |
| 1988 | Natalja Bykowa Swetlana Parchomenko      | Jana Novotná Catherine Suire | 6:3, 6:4      |
| 1989 | Manon Bollegraf Lise Gregory             | Sandy Collins Leila Mes’chi  | 6:2, 7:6      |
| 1990 | Manon Bollegraf Meredith McGrath         | Mary-Lou Daniels Wendy White | 6:0, 6:2      |